# 兰道问题

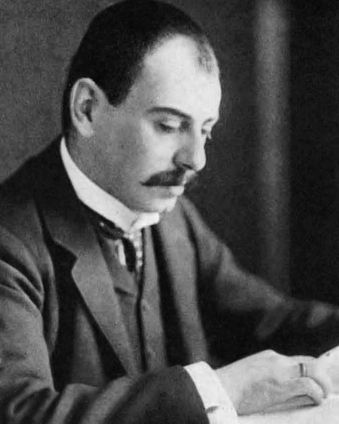
德國數學家愛德蒙·蘭道的玉照。

在1912年国际数学家大会中， 愛德蒙·蘭道列出了关于素数的四个基本问题。他認為这些问题「在当前的数学认识下无法解决」，后人將這些問題称之为兰道问题。这四个问题如下：
1. 哥德巴赫猜想：是否每一个大于2的偶数都可以写成两个素数之和？
2. 孪生素数猜想：是否存在无穷多个素数p，使得p +2也是素数？
3. 勒讓德猜想：是否在所有连续的平方数之间至少存在一个素数？
4. 是否有无穷多个素数p，使得p −1是一个平方数？ 换句话说：是否有无穷多个形式为n2 +1的素数？ （OEIS數列A002496）

到2020年为止，所有四个问题都未得到解决。

## 解答進度

### 哥德巴赫猜想
猜想大於5的奇數都可以表示成3個質數之和的弱哥德巴赫猜想是哥德巴赫猜想的一個結果。1937年，蘇聯數學家伊萬·維諾格拉多夫證明了每個充分大的奇數n都可以表示成3個質數之和；2013年，秘魯數學家哈洛德·賀歐夫各特推廣此結果，並完全證明了弱哥德巴赫猜想。
陳氏定理是哥德巴赫猜想的另一個弱化形式，這定理指稱任意大的正整數n都可表示成{\displaystyle 2n=p+q}的形式，其中p是質數而q是質數或半質數， Bordignon、Johnston和Starichkova三氏之後對山田的結果進行修正和改進，並證明了陳氏定理的明確形式：任意大於{\displaystyle e^{e^{32,7}}\approx 1.4\cdot 10^{69057979807814}}的偶數，都可表示成一個質數和一個至多是兩個質數的乘積的自然數的和。
在假定狄利克雷L函數上的廣義黎曼猜想成立的狀況下，Bordignon和Starichkova兩氏將這下界給改進至{\displaystyle e^{e^{15.85}}\approx 3.6\cdot 10^{3321634}}；另外Johnston和Starichkova兩氏在將「至多是兩個質數的乘積的自然數」換成「至多是369個質數的乘積的自然數」的前提下，給出了一個對任意{\displaystyle 4\leq n}都成立的版本，在廣義黎曼猜想成立的狀況下，可將369降至33。
Montgomery和Vaughan兩氏證明了說不能表示成兩個質數的和的例外偶數的自然密度為零，但目前未能證明說這集合是有限的。
目前對這例外集合大小最好的結果為對充分大的x而言，有{\displaystyle E(x)<x^{0.72}}，由Pintz得出；而在假定黎曼猜想成立的狀況下，Goldston證明了說{\displaystyle E(x)\ll x^{0.5}\log ^{3}x}。
Linnik證明了說足夠大的偶數可表示成兩個質數和（某個非有效的）K個2的冪的總和。在做了許多改進後，Pintz和Ruzsa兩氏證明了說{\displaystyle K=8}，且在廣義黎曼猜想成立的狀況下可將之改進至{\displaystyle K=7}。

### 孿生質數猜想
2013年張益唐證明了說有無限多對質數，其彼此的間隙小於七千萬，之後在Polymath計畫的合作者努力下，這數值降至246。
在廣義埃利奧特–哈爾伯斯坦猜想成立的狀況下，可藉由詹姆斯·梅納德和Goldston、Pintz和Yildirim三氏的結果，將這數值改進至6。
1966年陳景潤證明了說有無限多個質數p，使得p+2是質數或半質數。這類的質數後來被人稱為陳質數。

### 勒讓德猜想
可以驗證說，p的質數間隙小於{\displaystyle 2{\sqrt {p}}}。利用最大質數間隙表，可知此猜想對至少大到{\displaystyle 2^{64}\approx 1.8\times 10^{19}}的質數成立。一個接近如此大小的反例，其質數間隙至少是平均間隙的一億倍。
在改進Heath-Brown和Matomäki結果的基礎下，Järviniemi證明了說至多只有{\displaystyle x^{7/100+\varepsilon }}個例外質數，會出現在大於{\displaystyle {\sqrt {2p}}}的質數間隙之後；特別地，以下關係式成立：
{\displaystyle \sum _{\stackrel {p_{n+1}-p_{n}>{\sqrt {p_{n}}}^{1/2}}{p_{n}\leq x}}p_{n+1}-p_{n}\ll x^{0.57+\varepsilon }.}
從艾伯特·英厄姆對質數間隙的結果可得出，對於足夠大的{\displaystyle n}而言，在完全立方數{\displaystyle n^{3}}及{\displaystyle (n+1)^{3}}之間總有一個質數。

### X²+1質數
蘭道的第四個問題問的是，若n是整數，是否有無限多個形如{\displaystyle p=n^{2}+1}的質數。（A002496列出了有如此形式的質數）這猜想可由諸如布尼亞科夫斯基猜想和Bateman–Horn猜想等數論猜想立即推出。截至2024年為止，這問題依舊開放。
一個有如此形式質數的例子是費馬質數；另外亨里克·伊萬尼茲證明了有無限多個形如{\displaystyle n^{2}+1}的數，有至多兩個質因數。
Ankeny和Kubilius兩氏證明，在對赫克特徵的L函數的擴展黎曼猜想成立的狀況下，會有無限多形如{\displaystyle p=x^{2}+y^{2}}且{\displaystyle y=O(\log p)}的質數。蘭道的猜想問的是更強的{\displaystyle y=1}的情況；而目前最好的無條件結果由Harman和Lewis兩氏所證明，其中{\displaystyle y=O(p^{0.119})}。
在改進前人結果的基礎下，Merikoski證明了說有無限多個形如{\displaystyle n^{2}+1}的數，其最大的質因數的大小至少為{\displaystyle n^{1.279}}。將指數項改進為2即可證明蘭道的猜想。
弗里蘭-伊萬尼茲定理指出有無限多的質數可表成{\displaystyle a^{2}+b^{4}}的形式。
Baier和趙兩氏證明說有無限多形如{\displaystyle p=an^{2}+1}的質數，其中{\displaystyle a<p^{5/9+\varepsilon }}。在廣義黎曼猜想成立的狀況下，a指數項的部分可改進至{\displaystyle 1/2+\varepsilon }，且在特定類似埃利奧特–哈爾伯斯坦猜想的猜想成立的狀況下可改進至{\displaystyle \varepsilon }。
利用布朗篩法可得出說形如{\displaystyle p=n^{2}+1}的質數的密度的上界：對於不大於{\displaystyle x}的數而言，至多有{\displaystyle O({\sqrt {x}}/\log x)}形如X²+1的質數。因此幾乎所有形如X²+1的數都是合成數。

## 註解
1. ↑  而半質數是一種作為兩個質數的乘積的自然數。
2. ↑  對此可參看János Pintz, Approximations to the Goldbach and twin prime problem and gaps between consecutive primes, Probability and Number Theory (Kanazawa, 2005), Advanced Studies in Pure Mathematics 49, pp. 323–365. Math. Soc. Japan, Tokyo, 2007.一文以得到更多相關訊息
3. ↑  Merikoski另外給出了兩個猜想，分別可將指數項給改進為1.286和1.312。

## 外部連結
- 埃里克·韦斯坦因. . MathWorld.